# Dietrich-Bonhoeffer-Haus

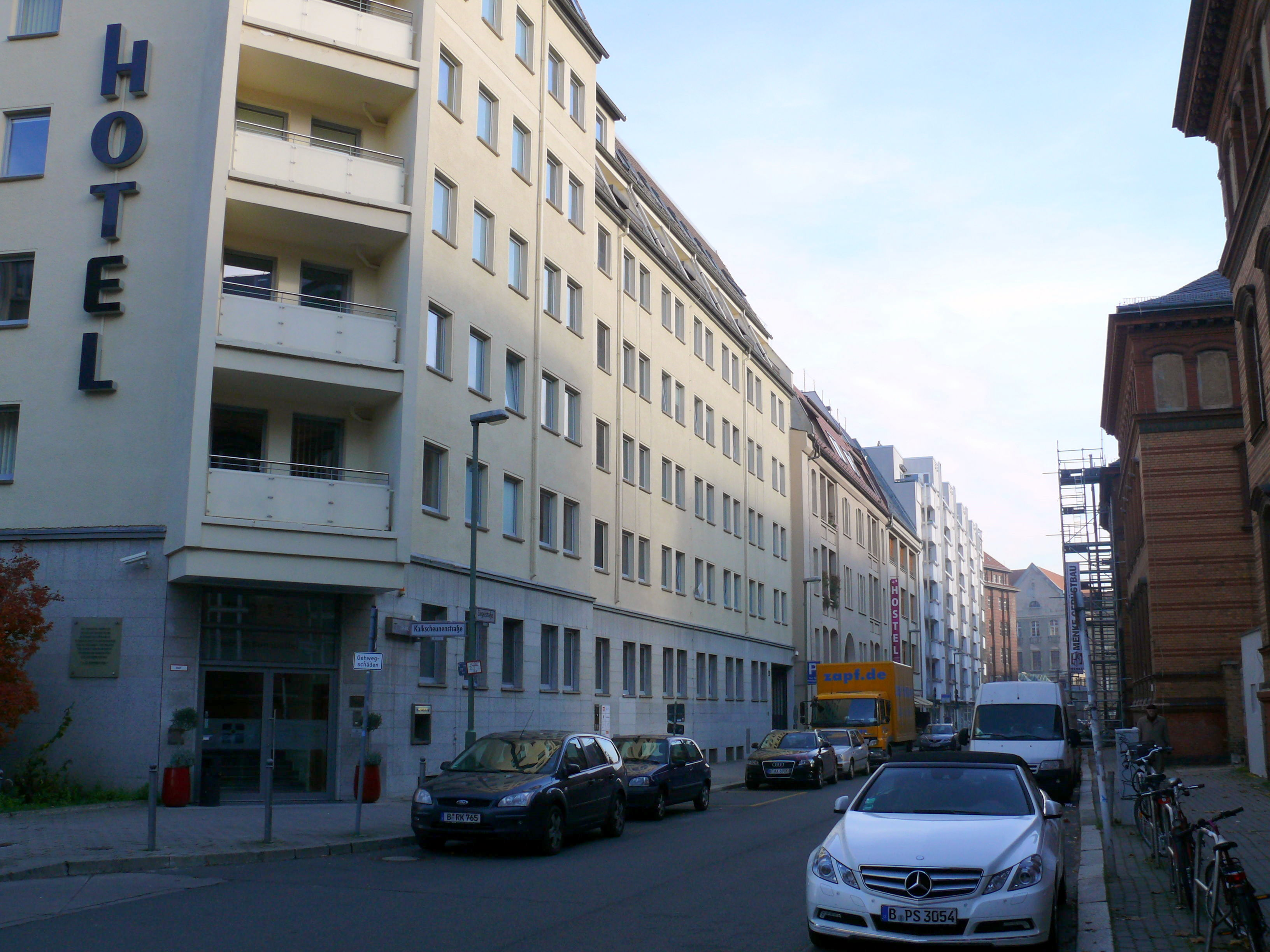
Dietrich-Bonhoeffer-Haus

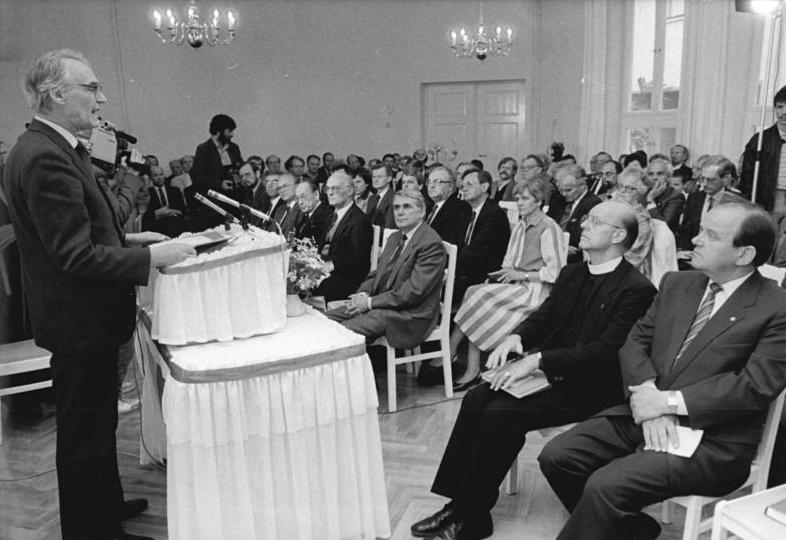
Einweihung des Bonhoeffer-Hauses im Juni 1987

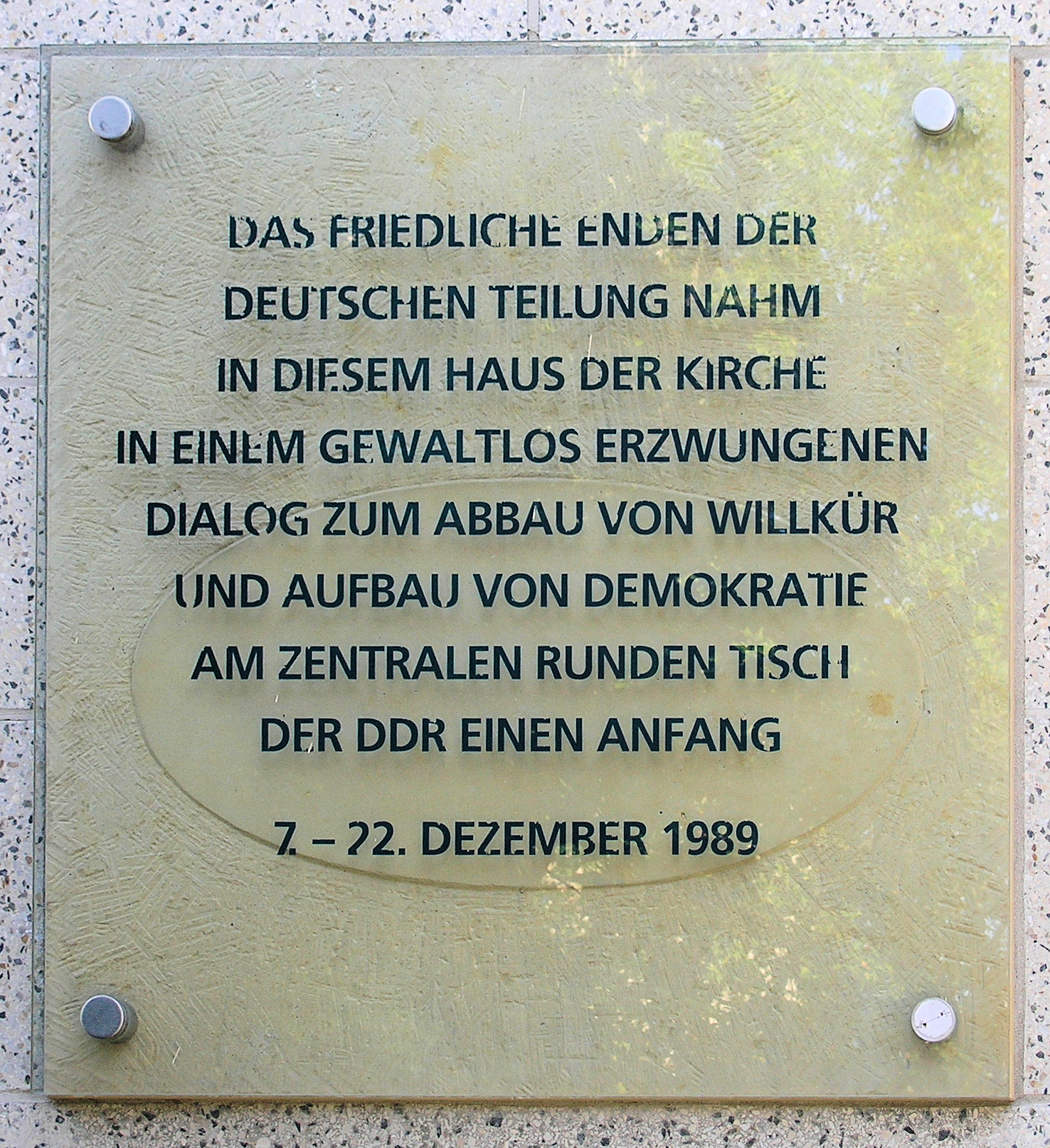
Gedenktafel zum Zentralen Runden Tisch am Gebäude

Das Dietrich-Bonhoeffer-Haus ist ein Gebäude in Berlin-Mitte, das heute als Hotel genutzt wird (Hotel Dietrich-Bonhoeffer-Haus). Es ist ein Eckhaus an der Einmündung der Kalkscheunenstraße in die Ziegelstraße und liegt direkt hinter dem Friedrichstadt-Palast.

## Finanzierung
Die Finanzierung des Baus erfolgte im Wesentlichen mit Westgeld – mit großer Wahrscheinlichkeit aus einem Kirchenbauprogramm in der DDR. Dazu gehörten Mittel, die eigentlich für den Einbau von Funktions- und Tagungsräumen im Berliner Dom vorgesehen waren. Als sich diese Nutzung aus bautechnischen und denkmalpflegerischen Gründen nicht verwirklichen ließ, wurden die Mittel umgewidmet für den Bau des Bonhoeffer-Hauses. Hinzu kamen Zuwendungen der EKU und der  Brüder-Unität.

## Geschichte

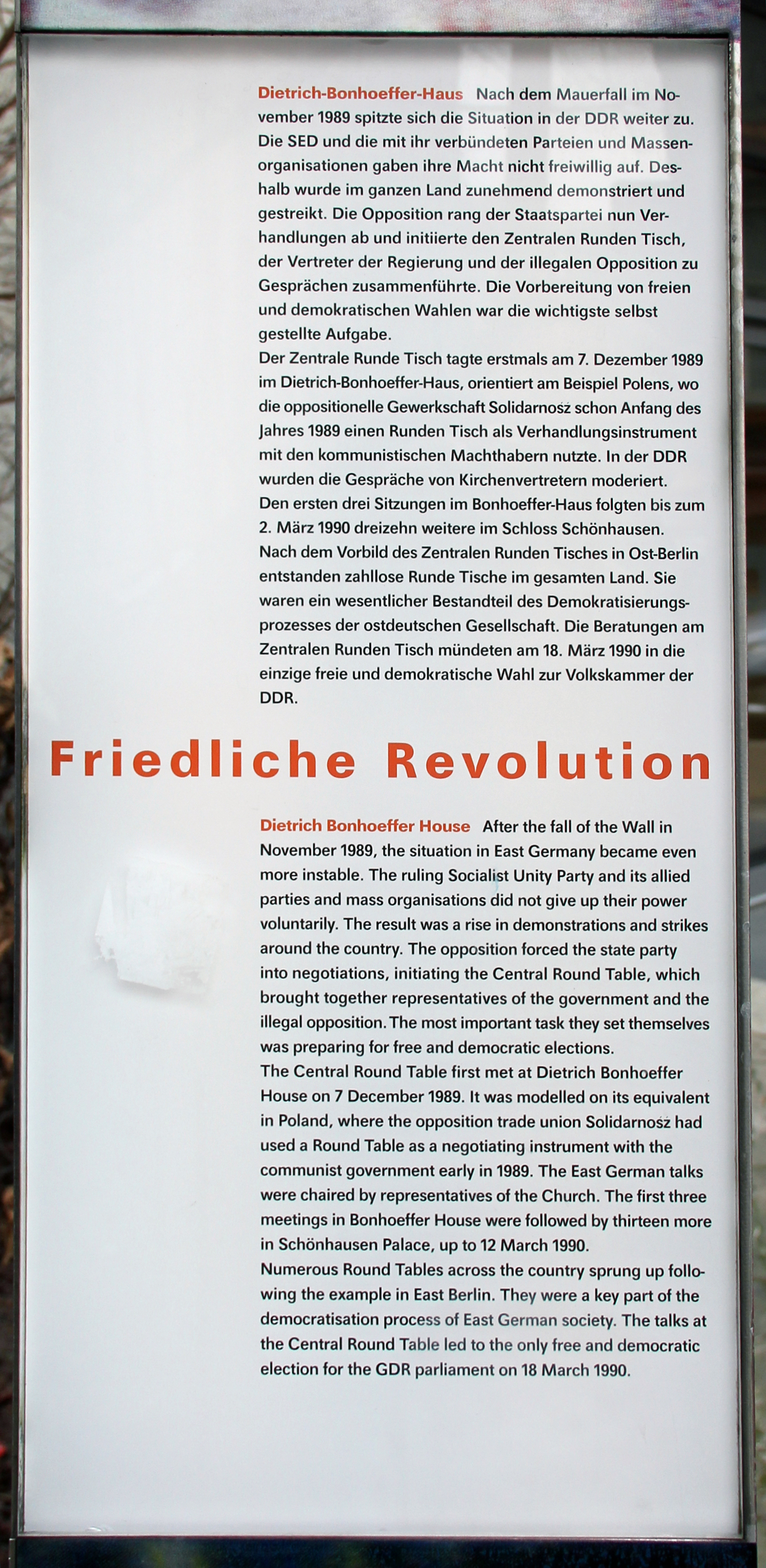
Gedenktafel am Dietrich-Bonhoeffer-Haus

Der moderne Funktionsbau mit sieben Etagen wurde ursprünglich 1985/86 als Verwaltungsgebäude, Archiv und Begegnungszentrum für den Bund der Evangelischen Kirchen in der DDR errichtet. Im Erdgeschoss hatte die Herrnhuter Brüdergemeine einen Kirchsaal als Gottesdienststätte. Von Anfang an gab es auch Zimmer als einfache Unterbringungsmöglichkeit für Pfarrer und Kirchenmitglieder.
Benannt wurde das Gebäude nach dem Theologen und Widerstandskämpfer Dietrich Bonhoeffer, was durchaus zur Kritik führte. Die Einweihung fand am 25. Juni 1987 unter Teilnahme von Kirchenvertretern wie der Bischöfe Gottfried Forck und Werner Leich sowie des Ost-Berliner Oberbürgermeisters Erhard Krack statt.
Das Haus  wurde vor allem bekannt als der Ort, an dem ab dem 7. Dezember 1989 die ersten drei Sitzungen des Zentralen Runden Tischs in der damaligen DDR (der tatsächlich ein eckiger Tisch war) stattfanden. Hier trafen sich Vertreter der bisherigen Blockparteien mit Vertretern der Opposition, bevor sie aufgrund der räumlichen Enge die Sitzungen nach Berlin-Pankow verlegten; eine Plakette am Gebäude erinnert daran. Noch heute wird der entsprechende Raum, der Kirchensaal, für Tagungen genutzt. Im Haus befindet sich auch eine Kapelle.
1993 wurde das Haus zum Hotel und Tagungszentrum umgebaut. Das Drei Sterne-Hotel wird seit 2010 von der Gesellschaft HOSPES-Evangelisch
Tagen GmbH betrieben, die von der Evangelischen Kirche in Deutschland, der Evangelischen Kirche Berlin-Brandenburg-schlesische Oberlausitz und der Evangelischen Akademie zu Berlin getragen wird. Es verfügt über 75 Zimmer sowie drei barrierefreie und
behindertenfreundliche Doppelzimmer. Für Tagungen und Konferenzen stehen sieben Tagungsräume von 18 m2 bis 123 m2 zur
Verfügung.

## Varia
Das Haus ist nicht zu verwechseln mit dem Bonhoeffer-Haus, der Erinnerungs- und Begegnungsstätte in der Marienburger Allee im Ortsteil Berlin-Westend.